# Вилчий Ізвор
Ви́лчий І́звор (болг. Вълчи извор) — село в Ямбольській області Болгарії. Входить до складу общини Болярово.

## Населення
За даними перепису населення 2011 року у селі проживала 41 особа.
Національний склад населення села:
| Національність   | Кількість осіб | Відсоток |
| ---------------- | -------------- | -------- |
| болгари          | 37             | 90,2%    |
| турки            | 0              | 0%       |
| цигани           | 0              | 0%       |
| інша             | 4              | 9,8%     |
| не визначились   | 0              | 0%       |
| Всього відповіли | 41             |          |

Розподіл населення за віком у 2011 році:
Динаміка населення: